# Adriel Mitchell
Adriel Mitchell ist ein grenadischer Leichtathlet, der sich auf den Mittelstreckenlauf spezialisiert hat.

## Sportliche Laufbahn
Erste Erfahrungen bei internationalen Meisterschaften sammelte Adriel Mitchell bei den CARIFTA Games 2024 in St. George’s, bei denen er in 4:17,79 min den vierten Platz im 1500-Meter-Lauf in der U17-Altersklasse belegte und auch über 800 Meter in 1:58,10 min den vierten Platz belegte. Zudem gewann er dort mit der grenadischen 4-mal-400-Meter-Staffel in 3:21,92 min die Bronzemedaille. Im Jahr darauf gelangte er bei den CARIFTA Games in Port of Spain mit 4:11,71 min auf den siebten Platz über 1500 Meter.
2025 wurde Mitchell grenadischer Meister im 800-Meter-Lauf.

## Persönliche Bestleistungen
- 800 Meter: 1:54,21 min, 16. März 2025 in St. George’s
- 1500 Meter: 4:11,71 min, 19. April 2025 in Port of Spain